# 白山坊
白山坊（はくさんぼう）とは白い狐の妖怪で、100年以上生きた古狐が妖怪と化したもの。水木しげるの創作妖怪で、漫画『ゲゲゲの鬼太郎』に登場する。

## 特徴
布をまとった白い狐の妖怪。
強い妖力を持ち、無生物に化けたり操ったり出来る。また、術をかけることで人間に幸運を授ける、人の心を操るなどの行為が可能。原作では単独行動だったが、シリーズによっては普通の狐に言葉を話せるようにすることもでき、複数の従者狐（第4作では二足歩行し着物を着た獣人の様な姿、第6作では狐面を着けた人間態）を伴っている場合もある。
基本的には、危機的状態にある人間に対し「命を助けてやる、ただし娘が16歳になったら嫁にもらう」という契約を持ちかけ、その後もらった娘を、嫁と称して食べようとする。異類婿系民話の流れを組むストーリー構成。

## 由来
江戸時代の奇談集『絵本百物語』に記録がある狐の妖怪・白蔵主をモチーフにしたものとの説がある。

## ゲゲゲの鬼太郎での活躍

### 原作
週刊少年マガジン1967年50号掲載『白山坊』に登場。
不運続きで自殺しようとした男、橋本正吉に取引を持ちかける。幸運を授ける代償に、生まれたばかりの娘、花子を十五年後に嫁に差し出せというものである。正吉はそれに応じ、大金持ちとなった。
15年後、悩む父の姿を見て、花子は砂かけ婆に相談する。砂かけの占いによって白山坊が花子を食べるつもりだとわかり、身代わりに同じ生年月日の娘の遺髪の灰を、ねぐらである稲荷堂の周囲にばら撒けと指示され、砂かけに呼ばれて来た鬼太郎と共にそれを行った。
姿を消したかに見えた白山坊は、橋本家に侵入しルビーの首輪に化ける。花子がそれを拾うと正体を現し襲い掛かるが、鬼太郎と砂かけが用意していた蜂に刺され神経が麻痺し、石に化けるも蛾の卵を産み付けられ、石に化けたまま内臓を食われて死んだ。その蛾は巨大な姿で羽化し飛び去り、どこか遠くで短い一生を終えた。
人の弱みにつけこむ「昔っからエッチな妖怪」などと鬼太郎に評されている。

### 新妖怪千物語
9話「妖狐 白山坊」に登場。上記の原作を下敷きにした構成で、後述のアニメ第3作・第4作の要素も部分的に含まれている。
心中しようとした橋本正吉とその妻に原作同様の取引を持ちかける。その際に催眠術で強引に応じさせた模様。娘・美晴を喰らうことで妖力を高め大妖狐になろうとしていた。
正吉の妻は猫目石のペンダントをお守りとして美晴に遺し亡くなった。それをコンビニで紛失した際、店員の猫娘が探し出したのがきっかけで鬼太郎に取引が知られる。
白山坊は迎えの駕籠に化けて美晴を連れ去ろうとしたが、身代わりに変装した猫娘に引っ掻かれた。本物の居所を聞き出そうと狐火で鬼太郎達を攻撃、彼らが傷付くのをいたたまれず出てきた美晴に襲い掛かるも、猫目石のペンダントが持つ魔除けの力に阻まれる（この力は持ち主に害意のある妖怪にだけ働き、妖怪でも美晴に害意のない鬼太郎や猫娘は影響を受けない）。美晴に催眠術をかけペンダントを手放させようとしたが、鬼太郎によってそれを呑み込まされ、猫目石に封印された。

### アニメ
- アニメ版には第1作目の続編である第2作目を除いて、全てに登場している。
- 演じた声優は1作目が内海賢二、3作目がはせさん治、4・5作目が大塚周夫、6作目が高木渉[3][4]。
- 第5作を除いてストーリーの骨格は原作を下敷きとしている。
- 第4作までは凶悪な敵であり、5作目以降は鬼太郎たちの仲間となる。
- 人間の娘と正式にめでたく結ばれるのは、原作や千物語、他のアニメシリーズを通して第6作が初となる。

#### 第1シリーズ
24話「白山坊」に登場。
富士の樹海に住んでいた。自殺寸前の橋本正吉に契約を持ちかけ、16歳になったその娘・花子を嫁に貰って生き血を吸おうとする。白山坊から娘を守る為の「同じ生年月日の少女の遺髪」を調達する為に、正吉はねずみ男を使って生年月日占いで調べさせ、該当する女性を殺そうとした（鬼太郎に阻止されるが、その直後別の該当女性が事故死したとねずみ男から知らされ、鬼太郎も了承の上でその髪を使う）。巧みな策略によって鬼太郎を追い詰め花子を奪うが、岩に化けて鬼太郎を潰そうとした際に鬼蛾によって卵を産み付けられ、最期は幼虫に内臓を食われ死亡してしまった。本作品の鬼蛾は原作の巨大蛾と違って小鳥くらいの大きさで、ねずみ男に踏まれそうな所を鬼太郎に助けて貰った恩返しとして白山坊との戦いに現れ鬼太郎を救った。また、岩からも親と同じ大きさで多数羽化した。

#### 第3シリーズ
11話「妖怪キツネ白山坊」に登場。
心中しようとした正吉・愛子夫妻（今作だけ妻も生存している）に、今後外食産業が流行ると助言・資金援助し、成長した娘・春子を嫁に貰う契約を交わす。弁当の販売事業に成功した一家の裏庭の稲荷堂に住み着いて時を待っていたが、春子がユメコの紹介で鬼太郎たちを呼んだため、戦いとなる。鬼太郎は猫娘を花嫁に変装させて攻める作戦を立てたが、それを見抜いた白山坊はねずみ男を使って偽情報で鬼太郎達を遠くに誘い出し、家に残っていた春子を襲う。戻った鬼太郎に対し刀（鬼太郎の霊毛ちゃんちゃんこも切り裂く）や大槌、岩などの無生物に化けて戦うが、原作通り、石に化けたところ蛾の卵を産み付けられ喰われて死亡（ねずみ男は戦いのどさくさ紛れに金目の物を盗もうとして猫娘に見つかり、騙された怒りもあって激しく折檻された）。一家は白山坊の助力で得た財産を寄付の形で手放し、一からやり直す決意をした。
モブシーンではその後も幾度か姿を見せている。また水木プロによる『最新版ゲゲゲの鬼太郎』の『再生妖怪軍団の反撃』、及びそれを元にしたアニメ『妖怪香炉 悪夢の軍団』では悪霊として再登場。

#### 第4シリーズ
39話「妖狐・白山坊の花嫁」に登場。
娘の茜とともに自殺しようと考えていた橋本正吉に上記の契約を持ちかけ、茜が16になった際、約束通り嫁に貰いにきた。当初は茜が母親の形見として持っていた髪飾りの魔除け効果のせいで近付けないでいたが、弟子のコン太にそれを奪わせ破壊し、その後改めて茜に近づいた。だが、茜を食べると知ったコン太に邪魔をされ、彼を喰い殺そうとしているうちに鬼太郎が現れ、壺に吸い込まれて封印されてしまう。同時にコン太は人語を話す能力を失い、普通の狐に戻った。
アトラクション映像「鬼太郎の幽霊電車」では幽霊電車の中の妖怪の一体として登場（声 - 梅津秀行）。一昨年に稲荷堂にペットボトルを投げる悪戯をした三太郎少年を「ごみを捨てるな。捨てると祟りがある」と懲らしめた。

#### 第5シリーズ
11話「おばけ漫才」に初登場。本作での一人称は「ミー」。興行師として妖怪演芸「白山一座」の座長を務めており、ローブを纏っていた過去シリーズと違い和服を身に着け、人間界では古びた稲荷神社を住処にしている。指を鳴らすことで妖力を発動させ、鬼太郎と交戦した際は住処の石像や注連縄を操って攻撃している。声は大塚周夫が前作に引き続いて担当。
11話では妖怪横丁で興行を行うが、妖怪の芸がウケず悩んでいる際、ねずみ男に「人間の幽霊の漫才」を提案され行動を開始する。ねずみ男が紹介したタロウズ（声 - はりけ〜んず）という売れないお笑いコンビに対し、「全日本お笑いグランプリで優勝させ、お客を大ウケさせる売れっ子にしてやる代わりに魂をもらう」という約束を交わす（この約束の際、指に付ける赤い痣状の印は、閻魔大王でも翻せない拘束力を持つという）。妖力でお笑いグランプリの投票結果を改ざんしたり、駄洒落でスベっても客を大笑いさせたりした後、約束通りに魂を抜こうとし鬼太郎に邪魔されるが、鬼太郎は「白山坊の言い分にも一理ある」と約束は正当だと認める。目玉おやじの提案をもとに行った妖怪相手の寄席（タロウズはもともと面白いと目玉おやじだけは思っており、白山坊の妖力が無くても客を笑わせられることを証明するために行った）が思わぬ形で功を奏し（駄洒落は全くウケなかったが、ただのどつき合い（喧嘩）で大ウケした）、白山坊自身もタロウズを面白いと認めたため約束を断念する。その後タロウズは幽霊にならずに済む代わりに「これからも深夜に妖怪相手の寄席に出演する」と新たに約束する羽目になる（鬼太郎は「救いようがない」とタロウズに愛想を尽かす）も、怪我の功名で編み出したどつき漫才で人気を博すようになった（なお、目玉おやじはタロウズを生で見れることを喜んでいたが、どつき漫才は今一つだと満足しなかった）。
53話で再登場。ねずみ男と組んで、妖怪横丁の住民達を動員して人間界での興行を企画。大好評を博したものの、売り上げのほとんどは設備費と横丁の住民達への出演料に使ってしまった。白山坊は満足だったが、分け前がない事を不満に思ったねずみ男と、人間を怖がらせられると思って参加したのに楽しませる企画で憤慨した化け草履が、履物を操って客を襲う騒ぎを起こす。鬼太郎が化け草履を抑えると、白山坊はこの騒ぎも興行の一環だったように振舞って客を安心させた。
今作はほぼオリジナルな展開を見せ、白山坊も悪辣さのないくだけた性格として描かれている（魂を取るのも約束という相手の合意を得た方法で、約束内容に隠し事はなく、騙そうという意図もない）。ねずみ男と気は合うが金銭に対しての執着は無く、「お客さんが喜んでくれるのが一番」という根っからのエンターテイナー。上記以外でも横丁の多数の妖怪に混じって登場したり、ねずみ男によく壊れる中古車を譲ったり（劇場版でねずみ男が言った）と鬼太郎達と付き合いがある模様。

#### 第6シリーズ
33話「狐の嫁入りと白山坊」に登場。ある地域一帯を支配する妖狐の元締めが「白山坊」を名乗るという設定で、作中には六代目の白山坊が登場。先代とは異なり、人間には危害を加えない主義である。声は前作でねずみ男役だった高木渉が担当。
前作と同じく和服を身に着け、普段は人間と同じ体型で二足歩行をするが、戦闘時は人間が乗れるくらいの巨大な四足歩行の妖狐の姿と化す。口調に多少の荒々しさはあるものの過去シリーズのような狡猾さや悪辣さはなく、天狐のように妖狐たちを統べる元締めとして堂々とした性格とシリアスな話し方になった。顔付きもより精悍かつリアルに表現されている。因果律を操り人間の運命を変える能力を持つという設定で、無生物への変身能力は作中では使っていない。
十二年前、「人間をさらい喰らう凶悪な妖怪」として知られた五代目を倒して白山坊の地位を受け継ぐが、その際に自分も深手を負って倒れてしまう。だが、偶然通りかかった少女・葛見やよい（くずみ やよい、声 - 相沢舞）の手当てで命を助けられ、彼女を想うようになる。
十年前、やよいの父親が事業に失敗して山で自殺しようとした際には、十八歳の誕生日にやよいを嫁に貰うことを条件に富を授ける約束を交わし、以後は妖力で因果律を操作し、父親に幸運を与え事業を成功させた。しかし因果律を歪めた結果、やよいの身に不幸が降りかかることになるため、彼女を陰から守り続けてきた。やよいの方も、川で溺れかけた際、誰かに助けられたことを覚えており、その相手を想い続けていたが、それが白山坊であることは知らずにいた。父親はやよいの十八歳の誕生日を前にして娘を嫁にすることを拒絶し、鬼太郎に助けを求めるが、事情を知った鬼太郎も、証文まである約束の正当性を認めて介入を拒否する。
ところが前述の因果律の影響で、やよいの体内にアルカナの指輪が出現。やよいは、ヴィクターの予測を受けてやって来た魔女アデルにさらわれてしまい（葛見から白山坊撃退の報酬をせしめようと鬼太郎に同行していたねずみ男は、ここで西洋妖怪が絡んで来たことに恐れをなして逃げ帰った）、悪魔ブエルの手で指輪を摘出されそうになる。白山坊は、以前やよいに与えた、自身の毛を編み込んだ組み紐の反応を辿り、魔女アニエスの転送魔法で駆けつけ、やよいを救出。ブエルの攻撃で重傷を負いながらも、「自分の嫁を守るのは、妖怪だろうと人間だろうと当たり前のこと」とやよいを守りぬき、ブエルは鬼太郎によって撃退され逃亡した。
戦いの後、過去にやよいの手で命を救われたこと、ゆえに、その後は彼女を守り続けてきたことを話し、強い想いを打ち明ける。それを聞いたやよいが涙を流すのを見て、嫌なら無理強いはできないと身を引こうとするが、やよいは先述の命の恩人が白山坊であったことがわかり、ずっと想い続けていた相手の元に嫁げるなら本望と、妻になることを快諾。後日、白山坊は鬼太郎たちに「世話になった。何かあったらこの山野の妖狐すべてが力となるだろう」と礼を述べ、雨上りの虹の下、白無垢（花嫁衣装）姿のやよいと共に帰って行った。
花嫁行列を見送りながらねこ娘は「でも人間と妖怪が結ばれて幸せになれるのかな」と心配するが、目玉おやじは「昔から人と狐が結ばれる話（例:葛の葉）は多いのじゃ、子をなす例もあまたある、あの二人ならきっと幸せになるじゃろうて」と太鼓判を押した。

## 白山坊に嫁として狙われた人間の娘

### 原作・アニメ第1作
花子
橋本正吉の娘。容姿的にかなりの美少女で、アニメ第1作では白山坊に「儂の花嫁にはもったいない」とまで言われたほど。原作では父の落ち着かない様子を見て砂かけ婆に相談し（アニメ第1作では父が相談していた）占いで白山坊の企みを知る。原作では、白山坊の所へ嫁に行くことを拒絶していたが、アニメ第1作では運命として潔く受け入れていた。

### 新妖怪千物語
美晴
ねこ娘とは「ねこちゃん」と愛称で呼ぶなど親しい間柄の美少女。母親は死ぬ直前まで娘のことを思い、白山坊から身を守るための御守りとして猫目石のペンダントを渡していた。事態の収束後は、鬼太郎やねこ娘、父親やメイドと誕生日パーティを楽しんだ。

### アニメ第3作
春子
正吉・愛子夫妻の娘で短髪の黒髪の美少女。白山坊の所へ嫁に行くことを「絶対に嫌です」と原作以上に拒絶していた。

### アニメ第4作
茜
長髪の黒髪の少女。優しい性格で、白山坊の弟子である喋る子狐のコン太にも分け隔てなく接しコン太が白山坊に傷を負わされた時も介抱していた。

### アニメ第6作
葛見やよい
白山坊の話に登場する着物を着た黒髪の長髪の美少女。
元々は野山を駆け巡るお転婆な少女だったが、ある時（父が白山坊と契約を交わした日）を境に次々に不運に出会い危険に曝されるようになってしまい、それ以来、学校へも通わず家庭教師をつけ、家の中で大事に育てられるという文字通りの箱入り娘として日々を過ごしていた。
やよいの父は、かつて6代目・白山坊と富を授ける代わりに彼女が18歳を迎えたら嫁として差し出すという証文を交わしており、その期限が迫っていた。しかし娘を妖怪の元にやりたくない父は、その事実を伏せて鬼太郎に助けを求める。
やよい自身は、幼い日に溺れかけた自分を救ってくれた（その際、手首に組紐を付けられていた）男性を忘れられず、もう一度会いたいと願っていたが、その育ちゆえに自分で何かを決めるという意思が弱く、黙って運命に従おうとしていた。
やって来た鬼太郎たちは、砂かけ婆の結界を張って彼女を匿い白山坊を待ち受ける。しかし事情を知った鬼太郎は、証文がある以上約束は守らなければと告げた。父は嘆くが、やよいは白山坊に嫁ぐ決意を固める。
ところがそんな矢先に、彼女の体内に“アルカナの指輪”が彼女の心臓内部へと転移してきたため、ヴィクターから転移先の報告を受けたアデルによって連れ去られてしまう。そして指輪の摘出の為に悪魔ブエルの手で生きたまま解剖されそうになるが、すんでのところで鬼太郎たちに先駆けてやって来た6代目・白山坊とアニエスによって救出される。指輪を狙い襲い掛かるブエルの魔の手から、身を挺して自分を護る6代目・白山坊。なぜそこまでして自分を護ろうとするのかと問うやよいに、白山坊は「自分の嫁を守るのは、妖怪だろうと人間だろうと当たり前のことだろう」と答える。
実は、壮絶な戦いの末、何とか先代の白山坊を打倒したものの、その戦いで瀕死の重傷を負い、倒れていた彼を介抱したのがやよいであった。その日以来、6代目・白山坊は密かに彼女を想っていた。事業に失敗した彼女の父親に、因果律を歪めて莫大な富を与えたのも、彼女に近付けるチャンスだと考えたからだった。ただしその反動でやよいに不運が降り掛かる事になったため、6代目・白山坊は彼女を守護し続けてきた。
幼い頃に川でおぼれていたやよいを助けたのは他ならぬ6代目・白山坊本人であり、彼女の慕い続けたその人だった。その事実を知った彼女は涙して心の底から喜び、6代目・白山坊を自らの意思で受け入れた。後日、あらためて葛見の家に嫁取りに現れた6代目・白山坊のもとへ、やよいは幸せに包まれて嫁いでいった。
自分の意思で魔女の宿命に抗おうとしているアニエスからは先述の意志の弱さ故、当初あまり良い印象を持たれていなかったが、最後は自らの意思で白山坊を受け入れたことで、アニエスに2人の幸せを心の底から祈られていた（アニエスは一時アデルたちより先にやよいの体内から指輪を摘出することも考えたが、そうせずにやよいを救う選択をしたことに満足した）。